# Rifugio Lago Verde
Il rifugio Lago Verde è un rifugio situato nel comune di Prali (TO), nella Valle Germanasca (valle secondaria della Val Chisone), nelle Alpi Cozie, a 2583 m s.l.m.

## Storia
È stato costruito nel 1968 a partire da una precedente struttura militare. L'idea di dotare la Val Germanasca di un rifugio maturò nei soci fondatori fin da subito. La scelta cadde sul Lago Verde , ai piedi del Boucier, nel vallone di Prali dove esisteva un vecchio rudere militare. La Sezione CAI Val Germanasca ha intitolato il rifugio alla memoria di Don Severino Bessone, promotore e cofondatore della sezione, parroco-alpinista di Perrero che seppe infondere la passione per la montagna a chi gli è stato vicino. All'inizio dell'estate 1968 il rifugio fu completato in ogni sua parte e già al 14 luglio si ebbe la inaugurazione ufficiale. Era composto da un solo locale con funzione di dormitorio con otto cuccette a castello con materassi e coperte, di un tavolo con panche ,stufa ,fornello a gas , pentole e stoviglie; armadietto per il pronto soccorso e generi di conforto. Questo piccolo rifugio, che forse sarebbe più esatto chiamare bivacco, ha assolto egregiamente per alcuni anni il suo compito, ospitando centinaia di alpinisti. L’aumentata richiesta, soprattutto dopo la pubblicazione della Monografia del Boucier, ha reso il rifugio insufficiente, perciò nel 1971 si rese necessario progettare un ampliamento. Furono necessari altri due ampliamenti uno all'inizio degli anni 80' e l'ultimo più recente nel 2006.

## Caratteristiche e informazioni
Prende il nome dal piccolissimo lago che si trova appena davanti.

## Accessi
Si sale al rifugio partendo dalla frazione Ghigo di Prali e passando per la località Bout du Col. Di qui si prosegue per comodo sentiero e si arriva al rifugio in circa 3 ore.

## Ascensioni
- Bric Bucie - 2.998 m
- Gran Queyron - 3.060 m
- Gran Guglia - 2.819 m

## Traversate
- Rifugio Barbara Lowrie - 1.753 m - Val Pellice
- Rifugio Willy Jervis - 1.732 m - Val Pellice
- Rifugio Battaglione Alpini Monte Granero - 2.377 m - Val Pellice
- ai rifugi francesi del Queyras